# Arwen
Arwen este unul dintre personajele principale ficționale din trilogia Stăpânul Inelelor scrisă de J.R.R. Tolkien. Ea este fiica lui Elrond, cel mai mare dintre elfi. În cartea "Stăpânul Inelelor" ea se căsătorește cu un om, Regele Gondorului, Aragorn, în ciuda faptului că știe că ea este nemuritoare. Arwen îi oferă viitorului ei soț și nemurirea și lanțul ei elfic ca un simbol al iubirii eterne. 